# Martin Klaus (Pädagoge)
Martin Klaus (* 1954 in Oschersleben) ist ein deutscher Pädagoge und Autor, der sich in den 1980er Jahren besonders mit der Geschichte des Bund Deutscher Mädel (BDM) befasst hat.

## Leben
Martin Klaus wurde als fünftes von sechs Kindern geboren und ist der Bruder von Elisabeth Klaus. Er studierte Pädagogik, Soziologie und Psychologie und schloss 1977 das Studium als Diplom-Pädagoge ab. Seine Promotion in Pädagogik erfolgte 1982 an der Goethe-Universität Frankfurt am Main.
Klaus beschäftigte sich als erster Wissenschaftler umfassender mit der Geschichte und der Bedeutung der weiblichen Hitlerjugend (Bund Deutscher Mädel). Seine Arbeiten beruhen auf einer umfassenden Analyse zeitgenössischer Quellen zu den Zielen der nationalsozialistischen Erziehung, insbesondere in Bezug auf Mädchen- und Frauenbildung. Um aus pädagogischer Perspektive das subjektive Erleben der Frauen besser zu verstehen, führte er Oral History Interviews mit ehemaligen Führungsmitgliedern des BDM durch. Da viele der Protagonistinnen, wie etwa die Reichsreferentin des BDM Jutta Rüdiger, inzwischen verstorben sind, stellen die Interviews bleibende Zeitdokumente dar. Obwohl die Mädchen und jungen Frauen in Hitlers Konzept der nationalsozialistischen Jugenderziehung keine bedeutende Rolle spielten und stets der männlichen Hitlerjugend untergeordnet blieben, sahen viele doch ihre Aktivitäten im BDM als positiv, als einen Entwicklungsschritt an, der sie weg von Familie und Kirche und hin zu einem selbstbestimmteren Leben führte. Diese Befunde stehen zeitlich in engem Zusammenhang mit den Debatten um die Mittäterschaft von Frauen in der NS-Zeit. Bei anderen jungen Frauen – dazu im Interview etwa Inge Aicher-Scholl, die älteste Schwester der Geschwister Scholl –, wich die anfängliche Begeisterung rasch einer großen Skepsis und schließlich Ablehnung des BDM und seiner Erziehungsideale.
Klaus absolvierte 1989 in Kassel das Studium zum Diplom-Supervisor für soziale Berufe und ist seitdem in diesem Bereich tätig.

## Veröffentlichungen (Auswahl)
- Mädchen in der Hitlerjugend. Die Erziehung zur „deutschen Frau“. Pahl-Rugenstein, Köln 1980, ISBN 3-7609-5014-0. (Hochschulschriften 15)
- Mädchenerziehung zur Zeit der faschistischen Herrschaft in Deutschland. Band 1: Der Bund deutscher Mädel (in der Reihe: Sozialhistorische Untersuchungen zur Erwachsenenbildung und Reformpädagogik, Band 3; hrsg. v. W. Fabian u. K. Chr. Lingelbach), dipa-Verlag, Frankfurt/M. 1983a, ISBN 3-7638-0803-5. (Dissertation)
- Mädchenerziehung zur Zeit der faschistischen Herrschaft in Deutschland. Band 2: Materialband (in der Reihe: Sozialhistorische Untersuchungen zur Erwachsenenbildung und Reformpädagogik, Band 4; hrsg. v. W. Fabian u. K. Chr. Lingelbach), dipa-Verlag, Frankfurt/M., 1983b, ISBN 3-7638-0804-3
- Mädchen im Dritten Reich. Der Bund Deutscher Mädel (BDM).  Pahl-Rugenstein, Köln, 1983, ISBN 3-7609-0775-X; 3. neu bearbeitete und aktualisierte Auflage 1998, ISBN 3-89438-152-3. (Rezension von Bernd Kleinhans (2004))
- Trude Bürkner (Mohr) und Jutta Rüdiger - Die Reichsreferentinnen für den Bund Deutscher Mädel (BDM). In: Ilse Bremer (Hrsg.): Mütterlichkeit als Profession? Lebensläufe deutscher Pädagoginnen in der ersten Hälfte dieses Jahrhunderts. Pfaffenweiler 1990, S. 125–136.